# Angelita Pardo
Angelita Pardo (Buenos Aires, 1890-Ib., 1988) fue una cantante de folclore, estilista y actriz argentina.

## Carrera
Pardo fue una cantante de folclore a finales de la década de 1920, donde formó un dúo de cantores guitarristas junto a Juan Raggi. Se lució en la época de esplendor del género del tango y el folclore en la que desfilaban figuras como Carlos Gardel, José Razzano, Francisco Nicolás Bianco (Pancho Cuevas) e Ignacio Riverol. Junto a Raggi fueron cultores del “folklore” argentino y actuaron en el teatro Hippodrome en la compañía de José Podestá. Interpretó decenas de sainetes.
En 1985, ya mayor, interpretó a Rosaura, la amiga y cuñada sorda de Mamá Cora (Antonio Gasalla) y madre de Felipe (Enrique Pinti) en la comedia costumbrista argentina Esperando la carroza. Allí se la puede ver en una escena cantando un fragmento de la canción Amor de madre, letra compuesta por Edmundo Montagne, además de las frases «¿Quién no conoce a un Sergio?», «¿Adónde está mi amiga?» (la cual se ha convertido en meme) y «¿Qué te pasó?… ¿Qué te hicieron?… ¿Quién te dejó así?»
Vivió sus últimos años en la Casa del Teatro hasta su muerte por causas naturales en 1988.